# Apotoforma
Apotoforma is een geslacht van vlinders van de familie bladrollers (Tortricidae), uit de onderfamilie Tortricinae.

## Soorten
- A. algoana (Felder, 1875)
- A. cimelia Diakonoff, 1960
- A. cydna Razowski, 1993
- A. dolosa (Walsingham, 1914)
- A. epacticta Razowski & Becker, 1984
- A. fustigera Razowski, 1986
- A. hodgesi Razowski, 1993
- A. jamaicana Razowski, 1964
- A. monochroma (Walsingham, 1897)
- A. negans (Walsingham, 1897)
- A. ptygma Razowski, 1993
- A. rotundipennis (Walsingham, 1897)
- A. uncifera Razowski, 1964